# Laurent van der Windt
Laurent van der Windt (Brussel, 3 november 1878 - Leiden, 11 augustus 1916) was een Nederlands kunstschilder. 
Van der Windt wordt net als zijn broer Chris van der Windt gerekend tot de Leidse Impressionisten, een groep schilders die ook wel met Leidse School wordt aangeduid. Andere Leidse Impressionisten zijn: Arend Jan van Driesten, Willem van der Nat, Lucas Verkoren, Johannes Cornelis Roelandse en Alex Rosemeier.
Stedelijk Museum De Lakenhal in Leiden heeft verscheidene werken van Laurent van der Windt in de collectie. 
- Biografisch Portaal: 39230982
- RKD-Nederlands Instituut voor Kunstgeschiedenis: 84918
- Union List of Artist Names: 500299002
- Virtual International Authority File: 3713150325578510090005